# هپاتیت خودایمنی
هپاتیت خود ایمنی بیماری خودایمنی کبد است که بر اثر پادتنهای ساخته شده توسط سیستم ایمنی علیه سلول‌های کبد به وجود می‌آید. نشانه‌های ابتدایی بیماری شامل درد ماهیچه، خستگی، زردی و درد در یک چهارم بالای سمت راست بدن می‌باشد. گاهی هم بیماران هیچ نشانه ای ندارند و بیماری توسط آزمون عملکرد کبد تشخیص داده می‌شود.